# No Border
No Border (parfois écrit No Borders) désigne un réseau transnational de collectifs et d'individus investis dans les luttes pour la liberté de circulation et l'abolition des frontières, contre les politiques de contrôle de l'immigration au sein et en dehors de l'Espace Schengen, ainsi que pour la régularisation des étrangers en situation irrégulière, la fermeture des centres de rétention administrative et l'arrêt des expulsions. Il est habituellement classé à l'extrême-gauche. Par extension noborder désigne un activiste de ce réseau.
Fondé en 1999, ce réseau qui ne fait mention d'aucun organigramme et refuse le principe même d'une hiérarchie, s'est depuis étendu à l'ensemble de l'Europe et s'est doté d'un site relayant les différentes initiatives en 2000.
Des initiatives No Border ont vu également le jour hors de l'Union européenne, comme en Australie (Woomera, 2002), au Mexique (Mexicali, 2007), en Ukraine (Oujhorod, 2007) ou en Turquie (Dikili, 2008).
En France, depuis 2009, le réseau apporte un soutien inconditionnel aux migrants de Calais qui veulent rejoindre la Grande-Bretagne. Il les aide à entreprendre des démarches administratives et ouvre parfois des squats pour les accueillir. En 2013, les No Border sont les premiers à prendre l’initiative de la mise à l'abri des femmes migrantes à Calais.

## Fonctionnement et positionnement politique
No Border qui réunit des activistes de plusieurs pays européens milite « contre la répression croissante contre les migrants », revendique « la liberté de circulation pour tous et toutes », la fermeture des centres de rétention administrative et « la fin des frontières et des contrôles migratoires ». Le réseau appelle « à un mouvement radical contre les systèmes de contrôle qui nous divisent entre citoyens et non-citoyens, entre avec et sans papiers ».
No Border s'affirme comme anticapitaliste et s'oppose à toutes les formes de dominations et de pouvoirs, inscrivant ainsi son combat dans les luttes portées par les réseaux anarchistes-libertaires,. Il est considéré comme faisant partie de l'ultra-gauche ou de l'extrême gauche. En 2010, les services de police assimilent le réseau aux Black Bloc.
Fonctionnant sur le principe autogestionnaire et anti-hiérarchique, le réseau est dépourvu de structures dirigeantes et de leaders.
Les collectifs et individus qui le constituent défendent la diversité des tactiques, respectant toutes les formes et modalités d'action au nom d'une stratégie globale de lutte contre les systèmes de contrôle des frontières et des migrations.
Les réunions du réseau sont ouvertes à tous ceux qui respectent ses principes et s'organisent de manière transfrontalière et multilingue, appliquant la démocratie directe et fonctionnant sur le mode du consensus.

## Réseaux

### Le réseau britannique: No Border Network

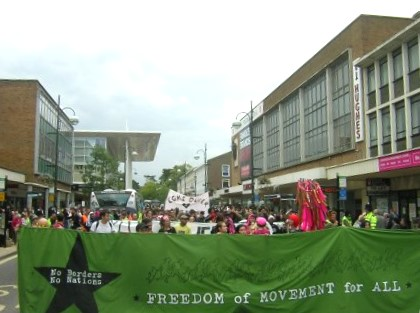
Manifestation du réseau No Border à Crawley en Angleterre, septembre 2007.

Le réseau No Border est particulièrement implanté en Grande-Bretagne où existent douze groupes locaux (Birmingham, Brighton, Bristol, Écosse, Leeds, Londres, Manchester, Nord-est, Nottingham, Oxford, pays de Galles, Sheffield), dont on peut trouver les contacts sur un site internet commun à l'ensemble du réseau britannique. Ce réseau, qui organise de nombreuses actions contre le Home Office, l'UK Border Agency et leurs partenaires, a appelé à une convergence en février 2012.

### Le réseau français
En France, le réseau No Border est représenté par différents collectifs locaux (Calais, Lille, Paris). Le point crucial de l’activité française du réseau est localisé à Calais.

#### Calais Migrant Solidarity

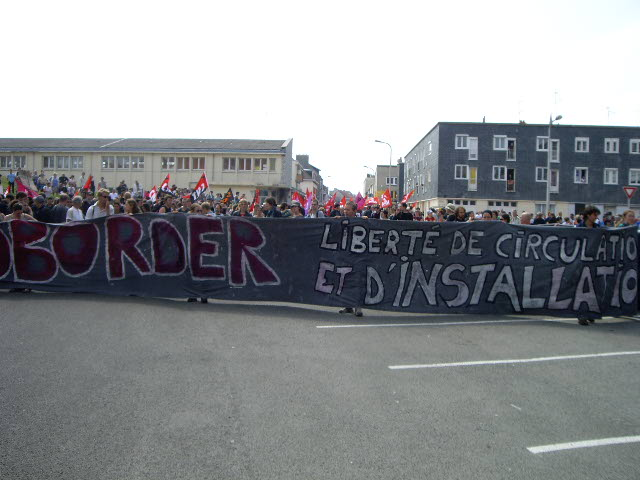
Manifestation No Border à Calais, 27 juin 2009.

Sur le site internet de Calais Migrant Solidarity (CMS), les activistes présents sur Calais publient quotidiennement des informations sur la situation et dénoncent les conditions de vie pour les migrants et les « brimades » policières. Ces témoignages, sous forme de vidéos, sont rendus publics une première fois par l'intermédiaire des sites internet de Rue89 et des Inrockuptibles en mars 2011, puis, quelques semaines plus tard, en juillet, un rapport réunissant l’ensemble du travail de collecte d'informations est transmis au tout nouveau défenseur des droits (Dominique Baudis).
L'action de CMS se situe entre le témoignage rendant compte des actions de la police et le soutien direct aux migrants pour « rendre la vie des gens un peu plus facile ». En octobre 2016, la préfecture du Pas-de-Calais estime leur nombre entre « 150 et 200 » autour du camp de « La Lande ».

### Le réseau international
De nombreux collectifs, qui ne portent pas forcément l’appellation No Border, se retrouvent dans le réseau international. Ainsi, des collectifs plus ou moins importants ont vu le jour dans différents pays européens, luttant localement contre les centres de rétention et les expulsions, organisant régulièrement des blocages de centres (notamment en Belgique, le centre fermé pour réfugiés 127bis de Steenokkerzeel), des actions antiracistes et antifascistes (notamment en Allemagne) ou contre Frontex, l'Agence européenne de contrôle des frontières extérieures (notamment en Pologne où sont organisées chaque année des journées anti-Frontex).

## Actions notables

### Campements et Actions No Border
Le réseau organise chaque année des campements de plusieurs jours dans des lieux situés à proximité des frontières ou symboliques des politiques européennes de contrôle de l’immigration : à Strasbourg en 2002 (Parlement européen et base du Système d'information Schengen), à Bruxelles en 2010 (siège de l’Union européenne),, à Stockholm en 2012 (ville où a été mise en place la politique judiciaire de l'Union européenne, dite « programme de Stockholm », en 2009).
En 2004, le réseau No Border a également appelé à la première journée internationale d'action Europe sans frontières pour la régularisation des « sans-papiers », l'ouverture des frontières. Des actions sont organisées dans différents pays d’Europe au nom du réseau No Border, reprenant ses revendications et slogans,,.

### À la frontière franco-britannique près de Calais

#### 2015
En août 2015, plusieurs milliers de migrants tentent de pénétrer dans le tunnel sous la Manche. Selon le correspondant de l'AFP, ils sont accompagnés de militants appartenant vraisemblablement au collectif No Border.
Le 3 octobre 2015, 113 migrants pénètrent à l’intérieur du tunnel sous la Manche. La circulation est interrompue pendant plusieurs heures. Selon la représentante de la société Eurotunnel, évoquant de la présence de militants No Border, il est « fort probable qu’il s’agisse d’une opération réfléchie ayant pour but d’attirer l’attention de l’opinion publique ».
Début novembre 2015, des affrontements opposent des migrants aux forces de police durant trois nuits consécutives aux abords de la « Jungle de Calais » où vivent quelque 4500 réfugiés. Le ministère de l'Intérieur met en cause des militants No Border pour leur participation à ces événements,,.
La préfecture du Pas-de-Calais compte « entre quarante et cinquante » No Border en semaine à Calais, un chiffre pouvant « doubler le week-end ». Les No Border assurent être « beaucoup moins de cinquante ». Selon Philippe Wannesson, un observateur de la situation migratoire à Calais, « ils n’ont jamais été plus d’une trentaine », « on met derrière le terme “No Border” beaucoup de gens, y compris des Belges et des Britanniques, qui sont sur le terrain, dans le bidonville, sans qu’ils aient forcément de liens avec le mouvement ».

#### 2016
Début janvier 2016, le collectif No Border « Calais Migrant Solidarity » met en ligne une vidéo de sept minutes qui montre des jets massifs de gaz lacrymogènes des forces de l'ordre sur des cabanes où vivent femmes et enfants dans la « Jungle de Calais »,.
Le samedi 23 janvier 2016, 2000 manifestants (dont des Français, des Anglais, des Italiens, des Belges mais aussi de nombreux migrants) défilent à Calais pour réclamer « des conditions d’accueil dignes ». Des heurts ont lieu en marge de la manifestation avec deux habitants calaisiens, dont l’un brandit un fusil en forme de menace. En fin de cortège, 150 personnes pénètrent dans l’enceinte du port. Une cinquantaine d’entre elles s'introduisent à bord du ferry « Spirit of Britain » en provenance de Douvres. Le port est bloqué pendant plus de trois heures avant que les migrants ne soient évacués par la police. 35 personnes sont interpellées : 26 migrants et 9 militants. Finalement, seuls six migrants sont inculpés pour « infraction au code des transports », et les deux Français (présentés à tort comme des militants No Border) pour « pénétration à bord d’un navire sans billet et sans autorisation ». Ils sont jugés à Boulogne-sur-Mer le 22 février. Le tribunal correctionnel condamne les six migrants à un mois de prison ferme (qui couvre l’intégralité de leur période de détention provisoire) et les deux activistes français à des amendes de 300 € avec sursis (total ou partiel). Les No Border sont également accusés d'avoir vandalisé une statue de Charles et Yvonne de Gaulle érigée à Calais[Par qui ?].
Le lundi 29 février, 150 à 200 réfugiés et militants s'opposent aux CRS lors de la première journée du démantèlement de la partie sud de la « Jungle ». Trois No Borders et un migrant sont interpellés,. Sur les trois militants interpellés, l'un est libéré et les deux autres (une Allemande et un Britannique) inculpés pour « destruction par incendie » et « tentative de destruction par incendie » sont relaxés par le tribunal correctionnel de Boulogne-sur-Mer le 3 mars,.
Dans la nuit du mercredi 6 avril, une patrouille de police a aperçu une BMW immatriculée à l’étranger, aux abords du camp de la Linière, et qui contenait huit personnes. Voulant la confisquer, ils ont reçu des jets de pierres de la part de personnes identifiées comme proches du courant « No Border ». Les policiers ont réussi à interpeller trois de leurs assaillants, deux Irlandais et un Allemand, qui seront jugés dans le cadre d’une comparution immédiate pour outrage, violences et rébellion.

### À la frontière franco-italienne
Plus de 500 personnes, dont des « No Border », se rassemblent le 16 décembre 2017 à Menton (Alpes-Maritimes), ville frontalière avec l'Italie, pour exprimer leur solidarité avec les migrants et réclamer l'ouverture des frontières.

## Critiques
Selon le secrétaire régional Nord du Syndicat des cadres de la sécurité intérieure (SCSI), « ce noyau [No Border] existe depuis longtemps. On a vu les migrants être informés, et même formés, à certaines techniques. Il y a quelques mois encore, ils étaient bonhommes. Ils avaient peur de la police, ils obéissaient. Désormais, ils n’hésitent pas à lancer des attaques massives contre les forces de l’ordre. On voit également se multiplier la dénonciation et les dépôts de plaintes contre certains fonctionnaires, via leur numéro de matricule. Certains de ces militants sont anarchistes, d’autres ont des prétentions humanistes ».
Pour la maire de Calais, Natacha Bouchart, « les manifestations organisées par des pseudo-défenseurs des migrants ont essentiellement pour vocation de perturber la vie économique ». Ils sont décrits par le premier adjoint au maire de Calais, comme des « gens de bonne famille qui connaissent le droit sur le bout des ongles » et qui utilisent les migrants « pour servir leur cause ». D'autres sources les décrivent comme « un mouvement hétéroclite. Certains évoquent des jeunes marginaux ».
Des associations locales et nationales dénoncent la volonté des autorités de faire du réseau « un bouc émissaire parfait »,. Pour Thierry Kuhn, le président d’Emmaüs France, la focalisation sur les No Border lors des incidents de 2015-2016 à Calais n’est qu’une manière pour les autorités de « détourner le regard » : « on voudrait faire croire que les criminels, ce sont quelques militants qui essaient de mettre la lumière sur une situation intenable pour six mille migrants. C’est incompréhensible et inacceptable. La responsabilité, c’est le gouvernement qui la porte ».

#### Ouvrage
- (en) Jennifer Bickham Mendez, Border Politics : Social Movements, Collective Identities, and Globalization, NYU Press, 2014, extraits en ligne.

#### Articles
- David Graeber, Les nouveaux anarchistes, [The new anarchists], New Left Review, n°13, janvier-février 2002, en français, en anglais.
- Denis Demonpion et Elsa Vigoureux, « A Calais avec les No Borders, radicaux sans frontières », L'Obs,‎ 12 novembre 2015 (lire en ligne).
- Kevin Thuilliez, « Qui sont les "No Borders" qui aident les migrants à Calais ? », Europe 1,‎ 12 novembre 2015 (lire en ligne).
- « Qui sont les « No Borders » de Calais ? », La Croix,‎ 12 novembre 2015 (lire en ligne).
- William Plummer, « Les No Borders, ces militants radicaux qui soutiennent les migrants à Calais », Le Figaro,‎ 24 janvier 2016 (lire en ligne).
- Olivier Aballain, « Calais : Extrême gauche, associatifs, extrême droite… Qui sont les manifestants ? », 20minutes.fr,‎ 25 janvier 2016 (lire en ligne).
- Samuel Auffray, « Calais: qui se cache derrière le collectif des No Border? », BFM TV,‎ 25 janvier 2016 (lire en ligne).
- Enora Ollivier, « Calais : les « No Border », une poignée de militants décriés », Le Monde,‎ 5 février 2016 (ISSN 1950-6244, lire en ligne).
- AFP, Les principaux campements de migrants dans le nord de la France depuis 1999, 11 août 2018, RTL.be, [lire en ligne].
- Ingrid Merckx, « Ma ville est devenue une forteresse » : témoignage d'un No Border de Calais, Politis, 15 mars 2019, [lire en ligne].